# Usine marémotrice de la Rance
L'usine marémotrice de la Rance est une centrale électrique française tirant son énergie de la force de la marée. Elle se trouve dans l’estuaire de la Rance, entre les communes de La Richardais et de Saint-Malo, en Ille-et-Vilaine, dans le nord-est de la Bretagne. Avec une capacité installée de 240 MW, elle est restée la plus grande usine marémotrice au monde pendant 45 ans, de sa mise en service en 1966 jusqu'au 4 août 2011, détrônée par la centrale marémotrice de Sihwa en Corée du Sud, légèrement plus puissante (254 MW installés).
Le barrage sert également de pont routier entre Saint-Malo et Dinard.

## Histoire

### Projet
L’utilisation de l’énergie des marées n’est pas nouvelle, puisque de longue date des moulins à marée ont existé en des lieux touchés par la marée, et en particulier le long de la Rance.
C'est au cours du XIXe siècle que nait l'idée d'aménager l'estuaire de la Rance. En 1897, l'ingénieur civil L. Pilla-Deflers, expose à Marie Gabriel Leroux, préfet d'Ille-et-Vilaine, un projet en vue d'utiliser le flux et le reflux des marées comme force motrice, Il s'agit d'établir à l'embouchure de la Rance, entre Saint-Servan et Dinard, un barrage-digue appuyé sur les rochers des Zorieux et de Bizeux. Ce barrage serait « pourvu de vannes, de déversoirs et d'écluses avec jetées d'embarquement de façon à ne rien changer au mouvement des eaux de la Rance vers la mer et comporterait tout le matériel accessoire, turbines, dynamos, compresseurs d'air et d'eau, propres à prendre et à retenir pour l'affecter à des besoins industriels »,.
L'idée de construire une usine marémotrice sur la Rance revient à l'ingénieur en chef des ponts et chaussées Georges Boisnier, en 1921.

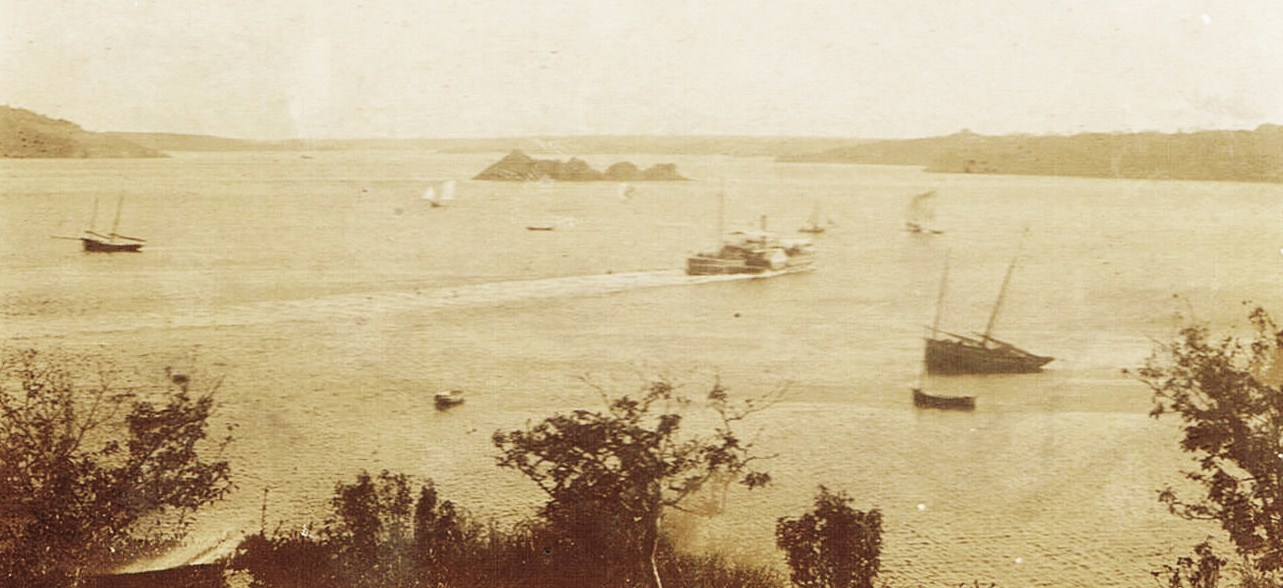
Panorama sur la Rance depuis l'ancienne maison de l'académicien Louis Duchesne, au début du XXe siècle.

Un autre projet d’usine marémotrice voit le jour à l’Aber-Wrac'h dans le Finistère. Le chantier débuté en 1925 est abandonné une première fois par M. Le Troquer en 1928, pour être repris par M. Tardieu. Il est définitivement abandonné, en 1930, faute de financement, en pleine crise financière de 1929. Les plans de cette usine servent cependant d'ébauche pour ceux de la Rance. 
Robert Gibrat, polytechnicien et directeur de l'électricité au ministère des Travaux publics, est considéré comme le père de l'utilisation de l'énergie des marées en France. Il découvre en 1940 l'énergie marémotrice en consultant le livre L'utilisation de l'Energie de Marées de Georges Boisnier, ingénieur des ponts et chaussées à Rennes datant de 1921. Cette étude préconise une grande usine sur la Rance. En 1941 à l'initiative de Gibrat, des sociétés intéressées par la production d'électricité créent la Société d'étude pour l'utilisation des marées (SEUM), qui engage en 1943 un programme d'études visant à la conception d’une nouvelle usine marémotrice sur l’estuaire de la Rance.

### Construction
Les premiers travaux, confiés aux entreprises SGE et Fougerolle, et supervisés par Robert Gibrat, commencent en janvier 1961. Louis Arretche, architecte de la reconstruction de Saint-Malo, en est l’architecte-conseil. 

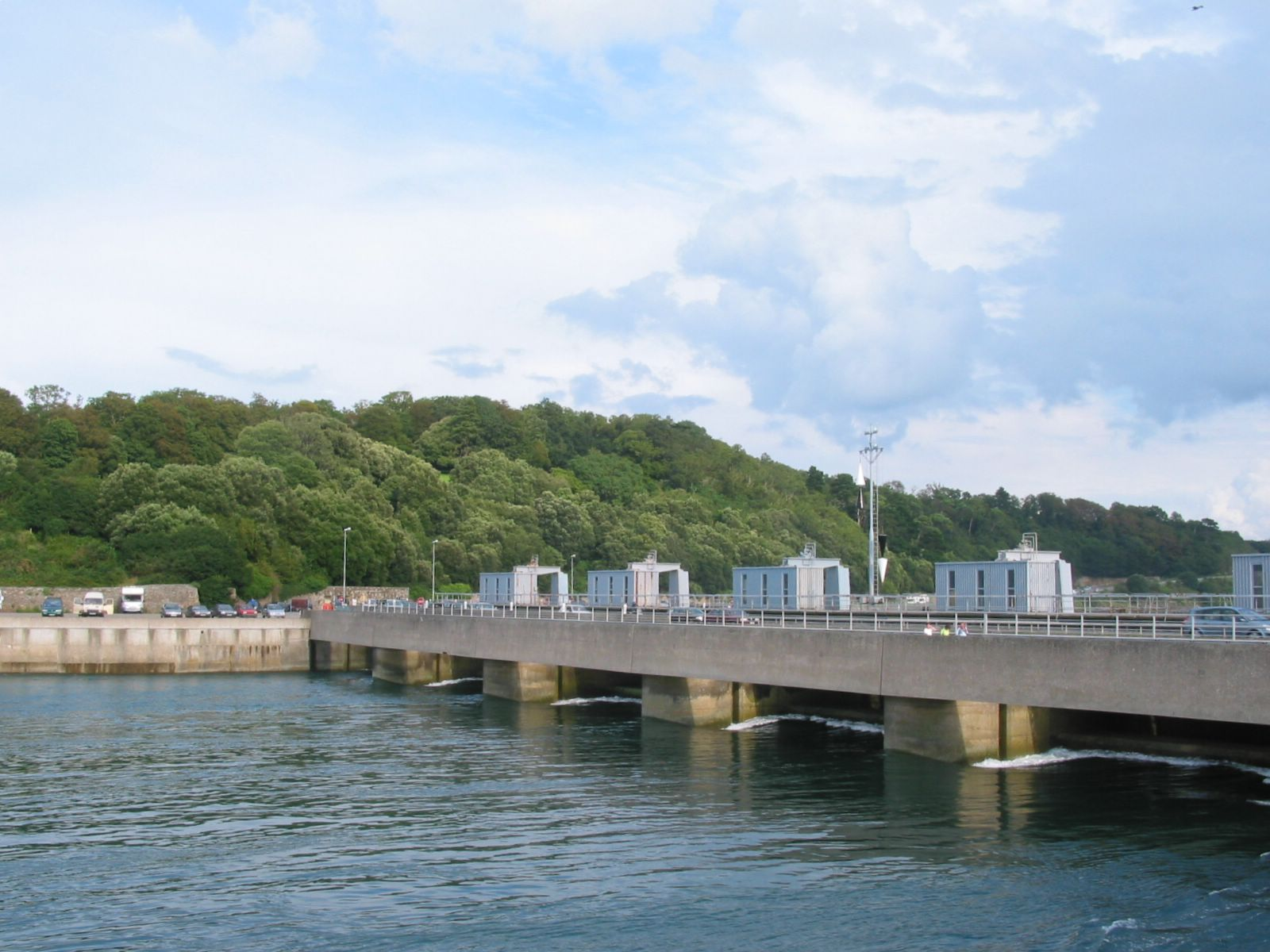
Barrage de la Rance, avec ses pertuis munis de vannes de.

Durant les deux premières années, les travaux visent à créer une zone sèche où l’usine pourra être construite. Pour cela, deux batardeaux provisoires sont créés de part et d’autre du site actuel de l’usine. Ils sont composés de gabions de palplanches ancrés sur des caissons circulaires en béton armé de 19 m de diamètre conçus par l'ingénieur Albert Caquot. La construction de l'usine proprement dite débute le 20 juillet 1963, une fois la Rance entièrement coupée par les batardeaux. Les travaux durent trois ans et s’achèvent en 1966. Charles de Gaulle, président de la République française, inaugure l’usine le 26 novembre 1966. L’inauguration de la route franchissant l’usine a lieu le 1er juillet 1967 et le raccordement au réseau électrique (EDF), le 4 décembre 1967. Au total, l’usine a coûté à l’époque 620 millions de francs (ce qui correspond à environ avec l’inflation à 977 millions€ de 2024).

## Description

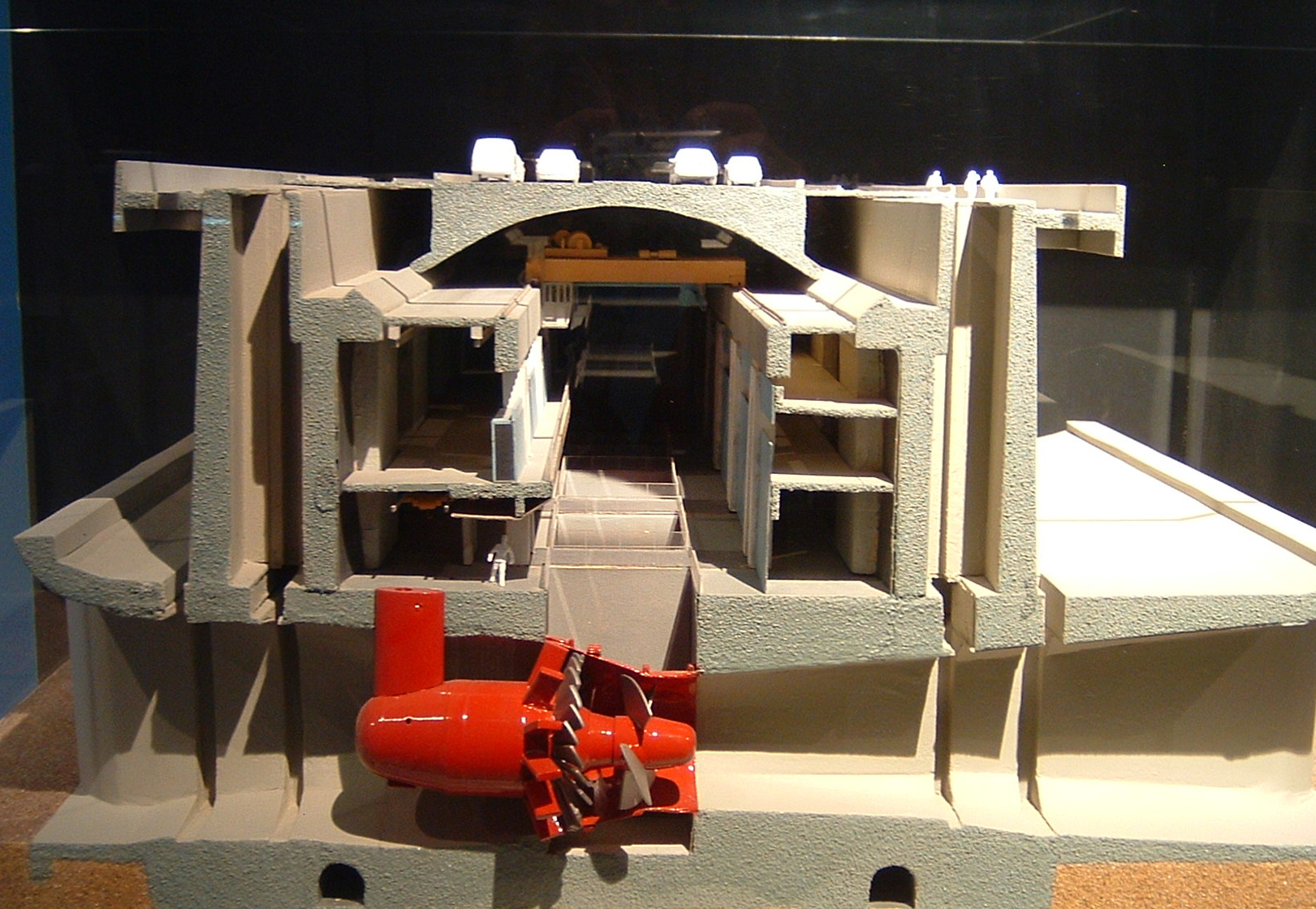
Maquette de la coupe du barrage de la Rance.

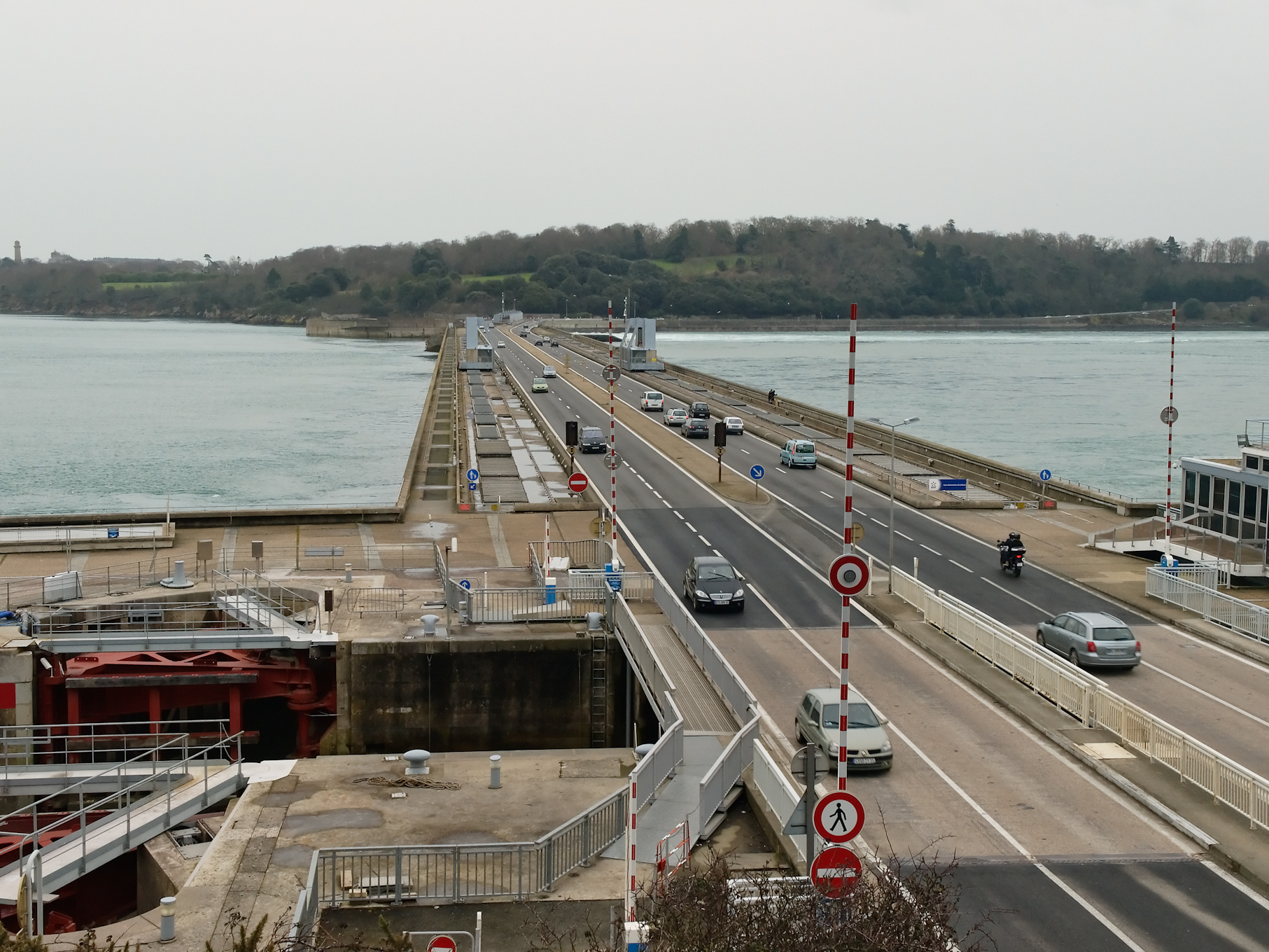
La route sur le barrage (vue côté Dinard).

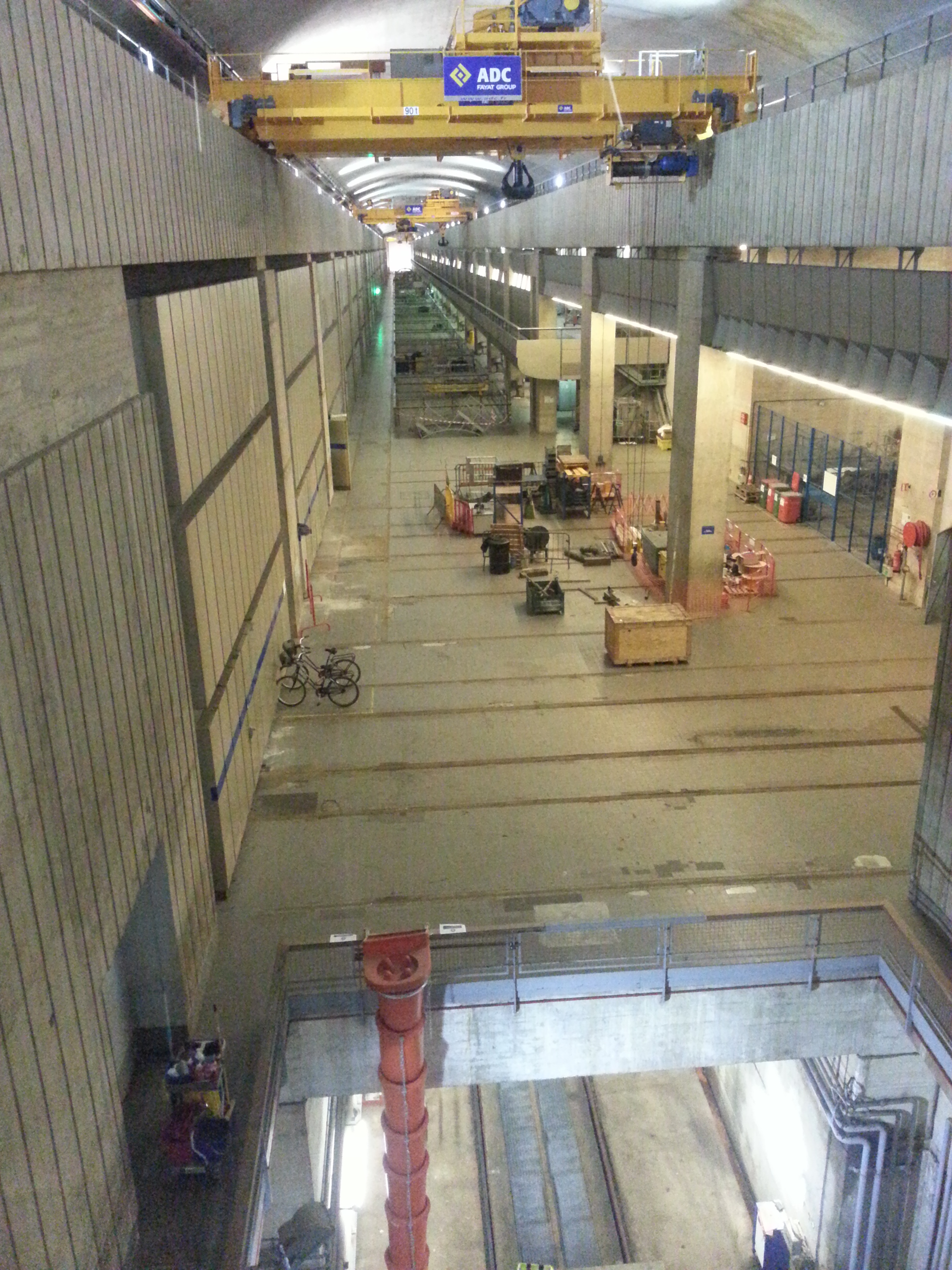
Galerie à l'intérieur de l'usine marémotrice.

Le barrage s’étend sur 750 mètres, entre la pointe de la Brebis à l’ouest et la pointe de la Briantais à l’est. Il est situé au sud de Dinard et Saint-Malo, à l’embouchure du fleuve côtier de la Rance. Il crée un bassin de retenue d’une superficie de 22 km2.
Une écluse dans la partie ouest du barrage permet le transit de la navigation entre le bassin et la mer. Cette construction de 65 m de long et 13 m de large, permet le passage de 22 000 bateaux par an entre la Manche et la Rance. Le pont-route levant au-dessus de l'écluse permet le franchissement des navires de plus de 4 mètres de tirant d'air. 
Le barrage de l’usine, constitué d'une digue creuse en béton, mesure quant à lui 332,5 m de long et 33 m de large. L'électricité est produite par 24 groupes bulbes (turbines Kaplan) réversibles, permettant de produire de l'électricité grâce au déplacement de masses d'eau par le phénomène de marées (dans les deux sens) : l'énergie hydraulique est transformée en énergie électrique en turbinant l’eau de la retenue (exploitation de l'énergie potentielle créée par la différence de niveaux d'eau entre le bassin et la mer). Une digue en enrochement de 163,6 m de long complète la fermeture de l’estuaire entre l'usine et l'îlot de Chalibert. Un barrage mobile d'une longueur de 115 m termine le dispositif à l'est. Il est équipé de six vannes de type « wagon » (appelées vannes principales), d'une hauteur de levée de 10 m et d'une largeur de 15 m, qui laissent passer l'eau de la marée montante remplissant le bassin de la Rance. Le marégraphe de Saint-Suliac, situé devant la pointe de Grainfolet, donne les hauteurs d’eau pour l’ensemble de l’estuaire de la Rance, en amont du barrage.

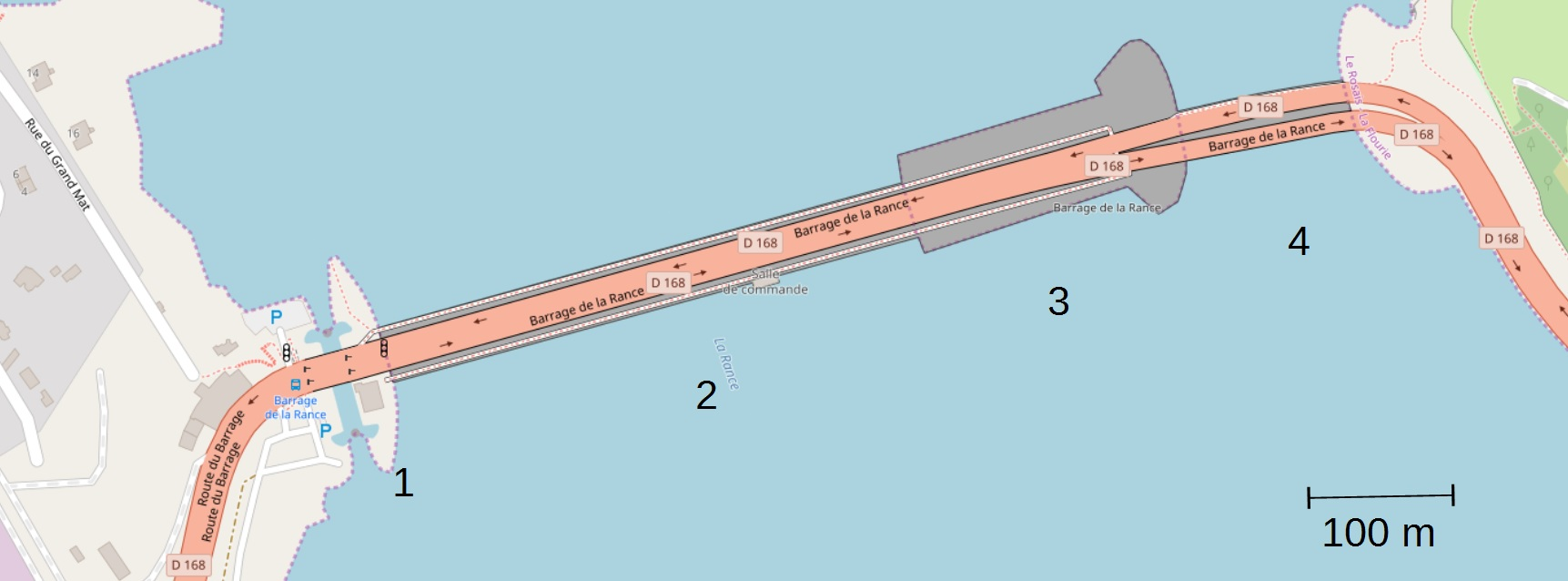
Plan du barrage.

## Les turbines bulbes

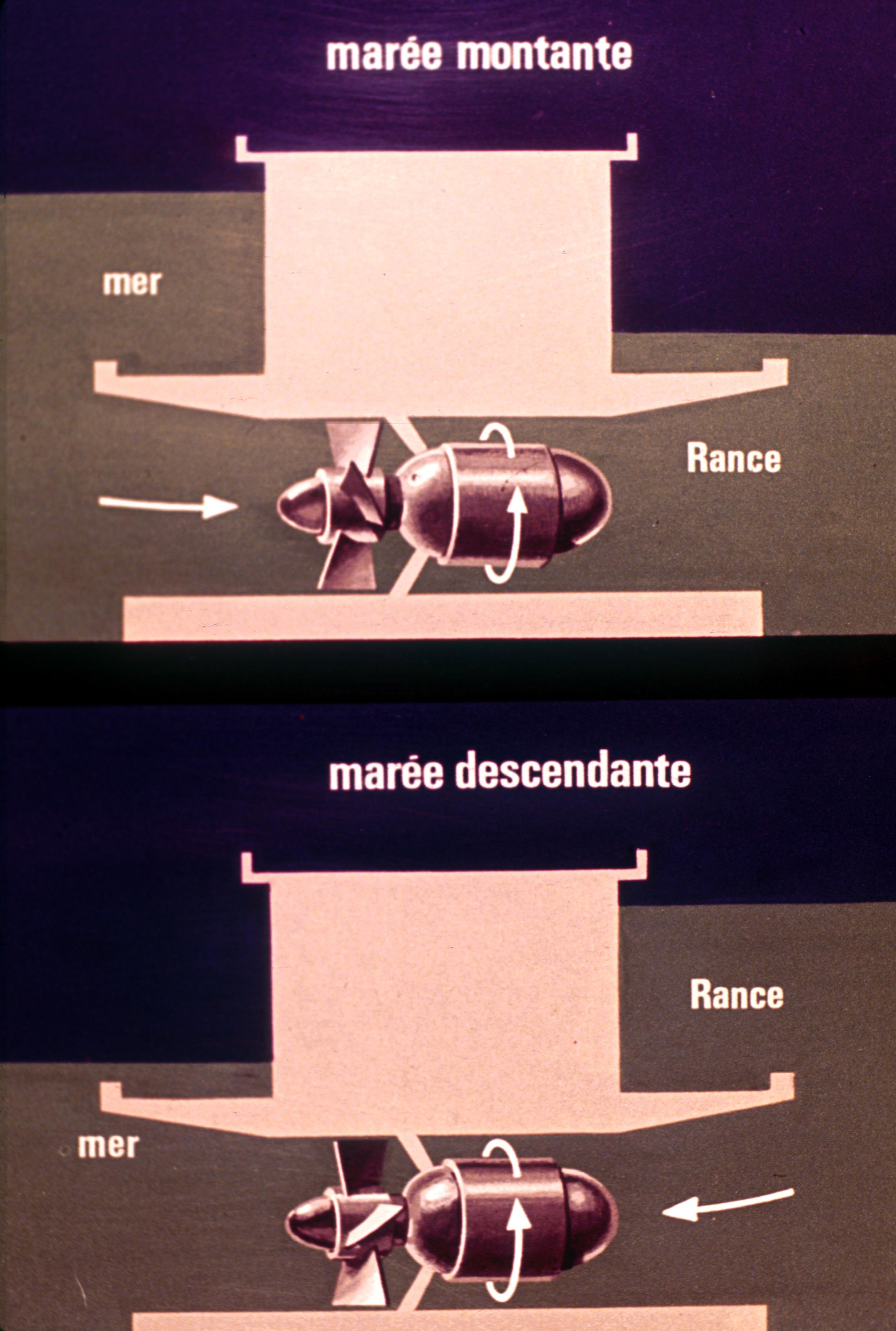
Réversibilité d'un groupe bulbe.

Chaque groupe bulbe (24 en tout) comprend une turbine Kaplan à axe horizontal entraînant un alternateur de 10 MW. Les quatre pales (d'une masse unitaire de 2,6 tonnes) de chaque turbine sont orientables afin de générer de l'électricité aussi bien à marée montante (20 % de l'électricité produite) qu'à marée descendante (80 % de l'électricité produite lors de la phase de vidange de l'estuaire). Le débit moyen d'un groupe bulbe est de 260 m3/s (soit l'équivalent du débit de la Seine à Paris), pour un débit maximal turbiné pour l'ensemble des 24 turbines de 6 600 m3/s). La vitesse de rotation d'un groupe bulbe est de 93 tours par minute, ce qui permet de laisser passer les poissons,.
Ces turbines peuvent fonctionner en pompage-turbinage : 
- le turbinage : l’alternateur fournit de l’électricité en étant mis en mouvement par la turbine entrainée par le flux d'eau dans les deux sens de circulation de l'eau, marée montante, ou marée descendante augmentée du courant du fleuve.
- le pompage : l’alternateur, alimenté par le réseau électrique, fonctionne en moteur et entraîne la turbine qui fonctionne alors en pompe afin de compléter le remplissage du bassin à marée montante. L'eau pompée vers l'amont sera ensuite turbinée mais avec une hauteur de chute accrue par rapport à celle de pompage, rendant plus d'énergie que le pompage n'en a consommé. Le rendement économique est encore accrue si le pompage coïncide à un moment de faible prix de l'électricité, et que la production (quelques heures plus tard) correspond à un moment de fort prix, tandis que dans le cas inverse (électricité trop chère pendant le pompage) l'opération de pompage peut être annulée. Dans les deux cas, la centrale est tributaire de la marée.

EDF investit 100 millions d'euros sur une décennie, jusqu'en 2025, pour rénover une partie des 24 groupes de type bulbe.

## Bilan économique
En 2010, la Bretagne ne produit que 9,3 % de l’électricité qu’elle consomme. Sur ce pourcentage, un quart (26 %) provient de l'usine marémotrice, soit 2,4 % des besoins en électricité de la région ; à titre de comparaison, l'éolien terrestre représente  45 %  de la production locale d'électricité. Importée des régions voisines, l'énergie est principalement d’origine nucléaire. L’usine marémotrice contribue ainsi à réduire l'important déficit énergétique de cette région.
La production annuelle d'électricité est de l'ordre de 500 GWh, (491 GWh en 2009, 523 GWh en 2010, 449 GWh en 2013), production équivalente à la consommation d’une ville de 225 000 habitants comme Rennes, soit une puissance moyenne fournie de 57 MW, pour une puissance installée de 240 MW.
Le facteur de charge de l’installation est d’environ 25 %. C'est le taux de disponibilité de l'installation, lié directement à la périodicité et à l’amplitude des marées. 
Avec un coût de production d’électricité évalué à 0,018 euro du kWh, l’énergie marémotrice produite par la centrale de la Rance est plus compétitive sur le plan économique que la filière nucléaire (0,059 8 euro du kWh).

## Impact écologique

### Immédiat
Le barrage est responsable de l'envasement progressif de l'estuaire de la Rance, principalement en raison d'une diminution de l'amplitude des marées et de l'augmentation du niveau d'eau moyen en amont de celui-ci.
Cette modification du régime hydrique de l'estuaire a provoqué une transformation de l’écosystème de la Rance : le lançon et la plie ont disparu[réf. nécessaire], mais le bar et la seiche (localement appelées "morgate" ou "margate") remontent de nouveau le fleuve. En fait la faune s’est totalement transformée puisque les espèces plus petites et plus rapides constituent la majeure partie de la faune, leur vivacité permet de passer à travers les hélices du barrage, chose impossible pour les espèces plus lentes.[réf. nécessaire]
Malgré cela, un veau marin a réussi à traverser le barrage, par l’écluse ou les groupes bulbes, et réside depuis 2001 dans le secteur de Mordreuc, malgré les multiples tentatives des vétérinaires d’Océanopolis de le réintroduire dans son environnement d’origine. Il a été rejoint en 2006 par un petit marsouin qui lui a élu domicile du côté de Jouvente.[réf. nécessaire] Le phoque fut hospitalisé en août 2020 à Océanopolis (Brest) et est décédé en 2021. Il y eut, fût un temps, trois phoques en Rance et il en resterait encore au moins un du côté de Pleudihen.

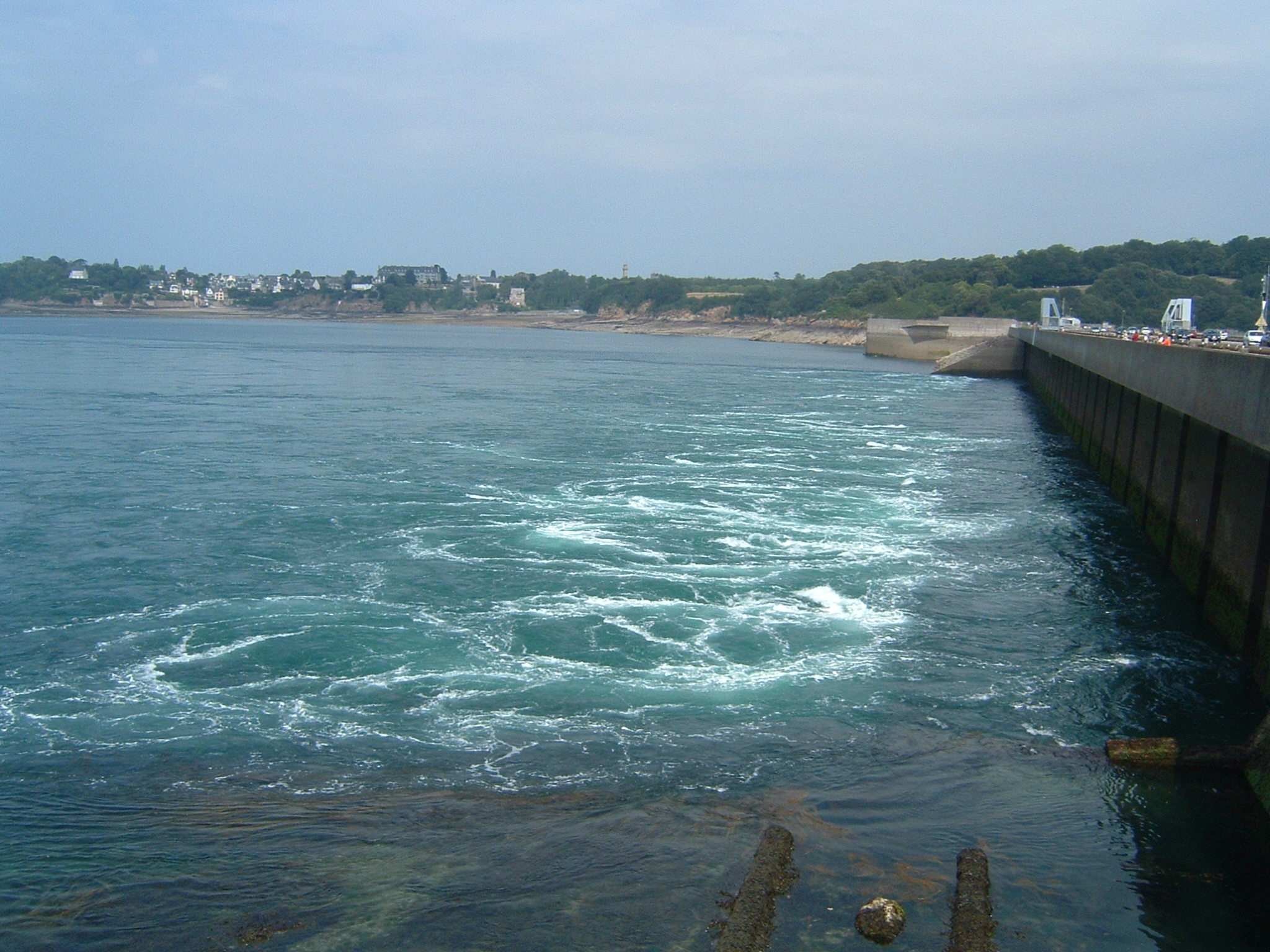
Autre vue du barrage.

On note également la présence d’espèces de poissons telles que dorades (grises et royales), mulets (lippus et dorés), raies (brunettes), lieus jaunes, vieilles, hippocampes et même depuis quelques années de petits sars.

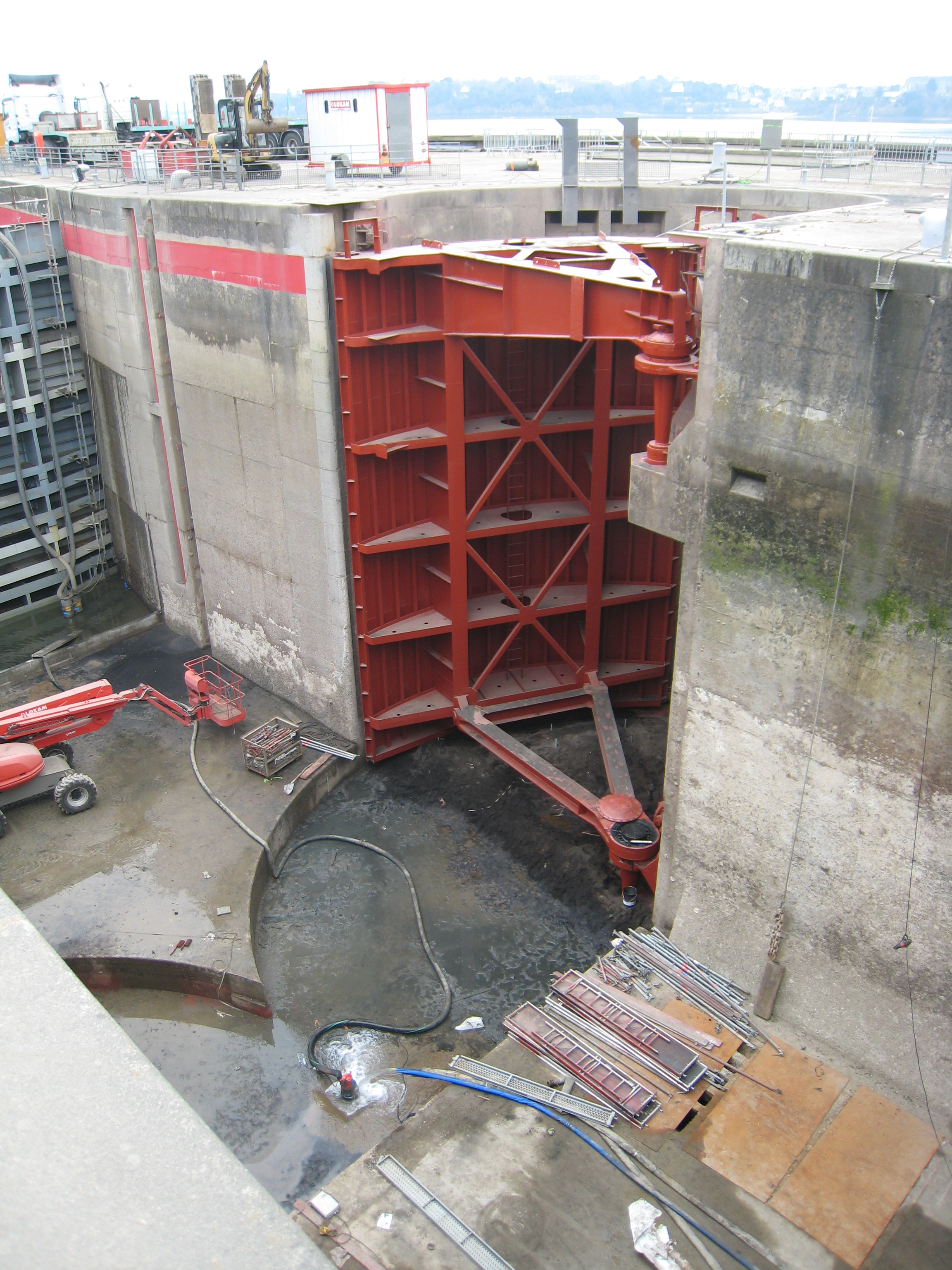
Porte de l’écluse vue à sec lors des réfections de 2009.

L’estuaire est soumis à des mouvements de marée dont dépendent les horaires de la stratégie d’exploitation d’EDF.
Autrefois, avant la construction du barrage (1963-1966), la dénivellation entre pleine mer et basse mer au port Saint-Jean atteignait 13,98 mètres (la hauteur de la pleine mer pouvait atteindre 0,25 m de plus qu’à Saint-Malo, mais elle accusait un retard de douze minutes sur celle enregistrée à Saint-Malo, à la tour Solidor). L’étale ne durait pas plus de quatre à cinq minutes. Le retard de la basse mer par rapport à la tour Solidor était très important et proportionnel au coefficient de la marée. Il était dû à l’écoulement des eaux de nombreuses baies, du cours naturel de la rivière et de la réserve constituée en amont du barrage du Châtelier. La basse mer n’avait pas d’étale.
Désormais, le barrage, usine marémotrice de la Rance, marne la mer avec une dénivellation entre pleine mer et basse mer qui atteint 7,50 m. Son amplitude va de 12 m maximum en pleine mer à 4,5 m minimum en basse mer. Les étales de pleine mer et de basse mer durent une heure environ. Cela a profondément modifié l’écosystème, les fonds marins, les marnages et les courants de l’estuaire de la Rance.
L’association COEUR Émeraude (Comité opérationnel des élus et des usagers de la Rance) a décidé EDF à faire un test exceptionnel de pleine mer à 12,52 m, le vendredi 31 août 2007, entre 11 h 30 et midi, pour étudier son action sur l’environnement du haut des plages de l’estuaire de la Rance. Ce test a prouvé son utilité et sera renouvelé régulièrement.
Le 9 février 2023, une jeune baleine à bosse de 7 à 10 mètres s'est retrouvée piégée dans l'estuaire de la Rance après avoir passé le barrage de l'usine marémotrice. Le lendemain, le courant provoqué par la marée basse associée à l'ouverture des vannes a permis au cétacé de sortir de la Rance, qui a été observé jusqu'à Plouër-sur-Rance. Cet événement constitue une première pour l'usine marémotrice.

### Envasement
Le barrage de la Rance perd 1 % de sa capacité par an du fait de l'envasement qu’il provoque[source insuffisante]. L’envasement est si important qu’il menace la navigabilité de la Rance ,. Les accumulations de vase ont transformé les plages de sable blanc en vasières. Elles sont recouvertes d’une épaisse couche de vase pouvant atteindre 3 m,.

## Un site touristique et un pont
L’usine marémotrice de la Rance est un site touristique qui a attiré plus de 70 000 personnes en 2006. Le barrage abrite le musée Découverte de l'usine marémotrice de la Rance ,.
La route départementale 168 passe sur le barrage et relie ainsi Dinard à Saint-Malo. Avant la construction du barrage, ce trajet exigeait de passer par Plouër-sur-Rance pour franchir le fleuve au pont Saint-Hubert. 
Les fréquences d’éclusages pour les bateaux ont été restreintes en 2005 par le sous-préfet en faveur de la circulation automobile sur le barrage.

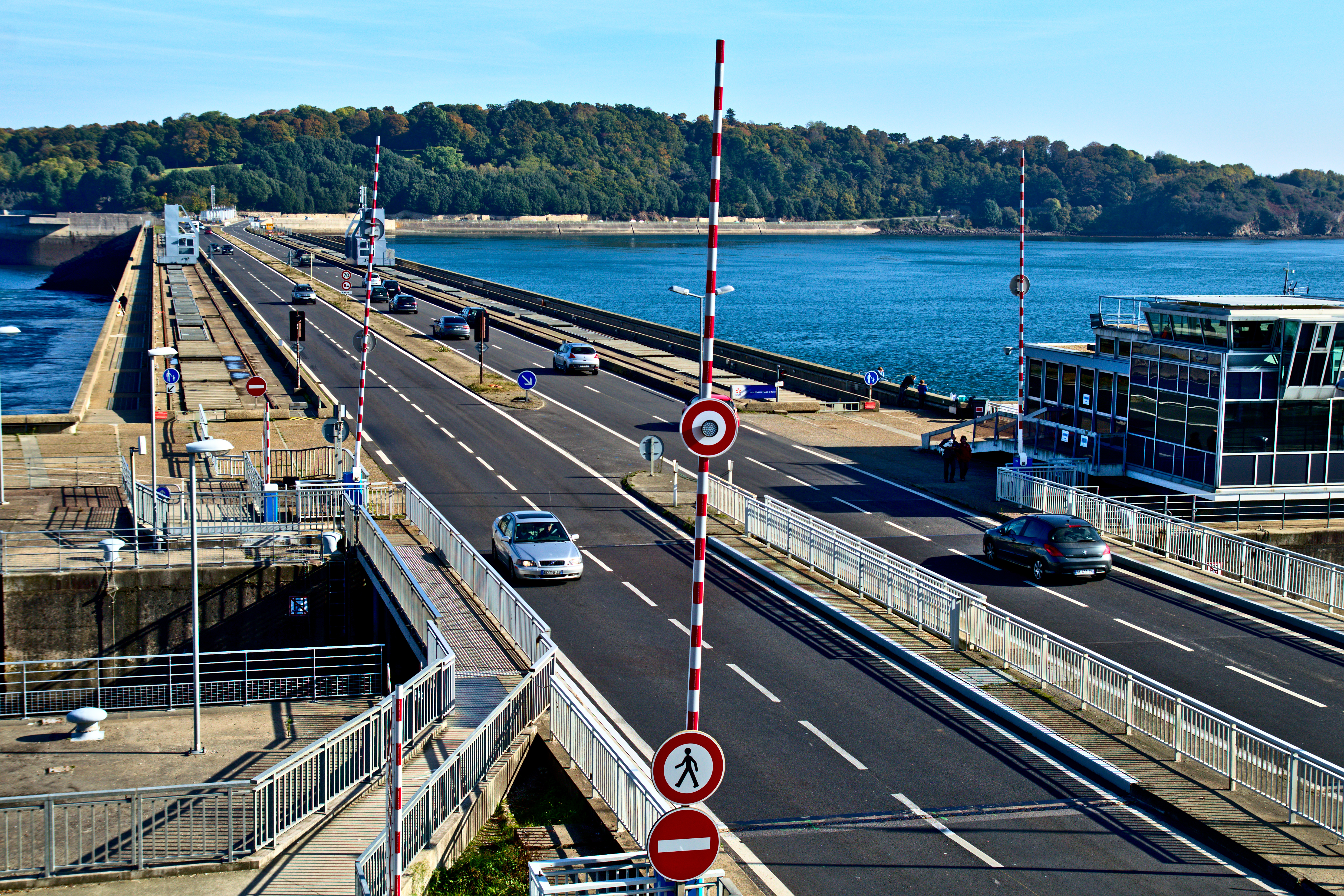
La route sur le barrage, vue du côté de Dinard avec l'écluse pour bateaux et le pont levant (à gauche).